# Marine nationale (Cameroun)
Pour les articles homonymes, voir Marine nationale.
La Marine nationale du Cameroun (en anglais : Cameroon Navy) est la composante navale des Forces armées camerounaises. 

## Présentation de la Marine nationale

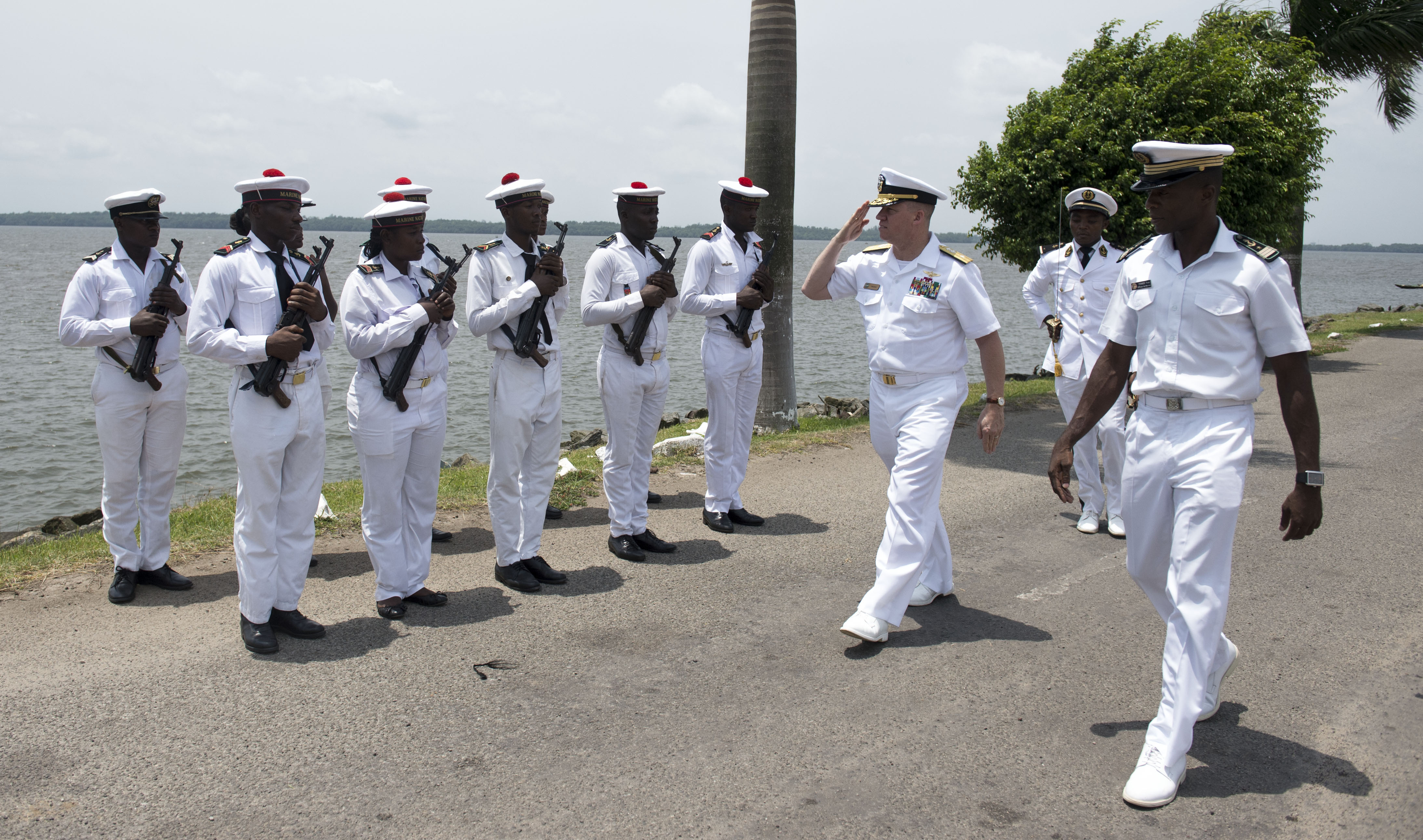
Marins camerounais passés en revue à Douala en 2015.

Répondant à un besoin de sécurisation des approches maritimes camerounaises, la Marine nationale voit le jour le 5 mai 1961 avec la réception par l’État du Cameroun de trois unités navales : « La Patrie du Cameroun », « l’Indépendance » et « La Réunification ». Confiée dès cette naissance à l’assistance technique française, elle passe sous commandement camerounais à partir de l’année 1973. Plusieurs réformes viendront ensuite modeler sa taille et son fonctionnement, lui permettant de s’adapter aux défis de son temps. Aujourd’hui, la Marine nationale dispose :
- d’un état-major implanté dans la capitale Yaoundé, ayant à sa tête le contre-amiral Jean Mendoua.
- des structures situées sur la façade maritime notamment :
  - des forces de surface constituées de flottilles, armées de patrouilleurs et de vedettes,
    - Les Forces de Surface sont une Grande Unité Navale créée par le décret no 2002/036 du 4 février 2002. Le poste de commandement des Forces de Surface est implanté à Douala dans la 2e Région… Militaire Interarmées. On trouve dans cette même Région et implantées à Douala la 21e Flottille de Combat, la 22e Flottille de Surveillance et la 23e Flottille de soutien et de transport. Dans la première Région Militaire Interarmées, il existe également trois Flottilles, la 11e Flottille de Combat, la 12e Flottille de Surveillance et la 13e Flottille de soutien et de transport avec les Divisions correspondantes.

  - des forces de fusiliers marins et nageurs de combat constituées de trois bataillons de fusiliers marins et d’une compagnie de nageurs de combat,
  - d’organismes de soutien comprenant trois bases navales, un chantier naval, des ateliers navals, des écoles et centres d’instruction. Ce dispositif cohérent lui permet d’exercer ses missions traditionnelles de défense des eaux territoriales et de conduite de l’action de l’État en mer.
  - Centre des opérations maritimes (COM) créé par décret No 2007/290/CAB/PR du 1er novembre 2007 portant organisation et conduite de l’Action de l’État en Mer et sur les voies navigables.

## Missions
Essentiellement des missions de service public qui se décomposent en :
- surveillance des pêches ;
- contrôles à bord des navires de pêche étrangers et nationaux ;
- missions de recherche et de sauvetage ;
- missions de lutte contre la pollution ;
- missions de défense côtière du littoral et dans la Zone Économique Exclusive.

## Équipements

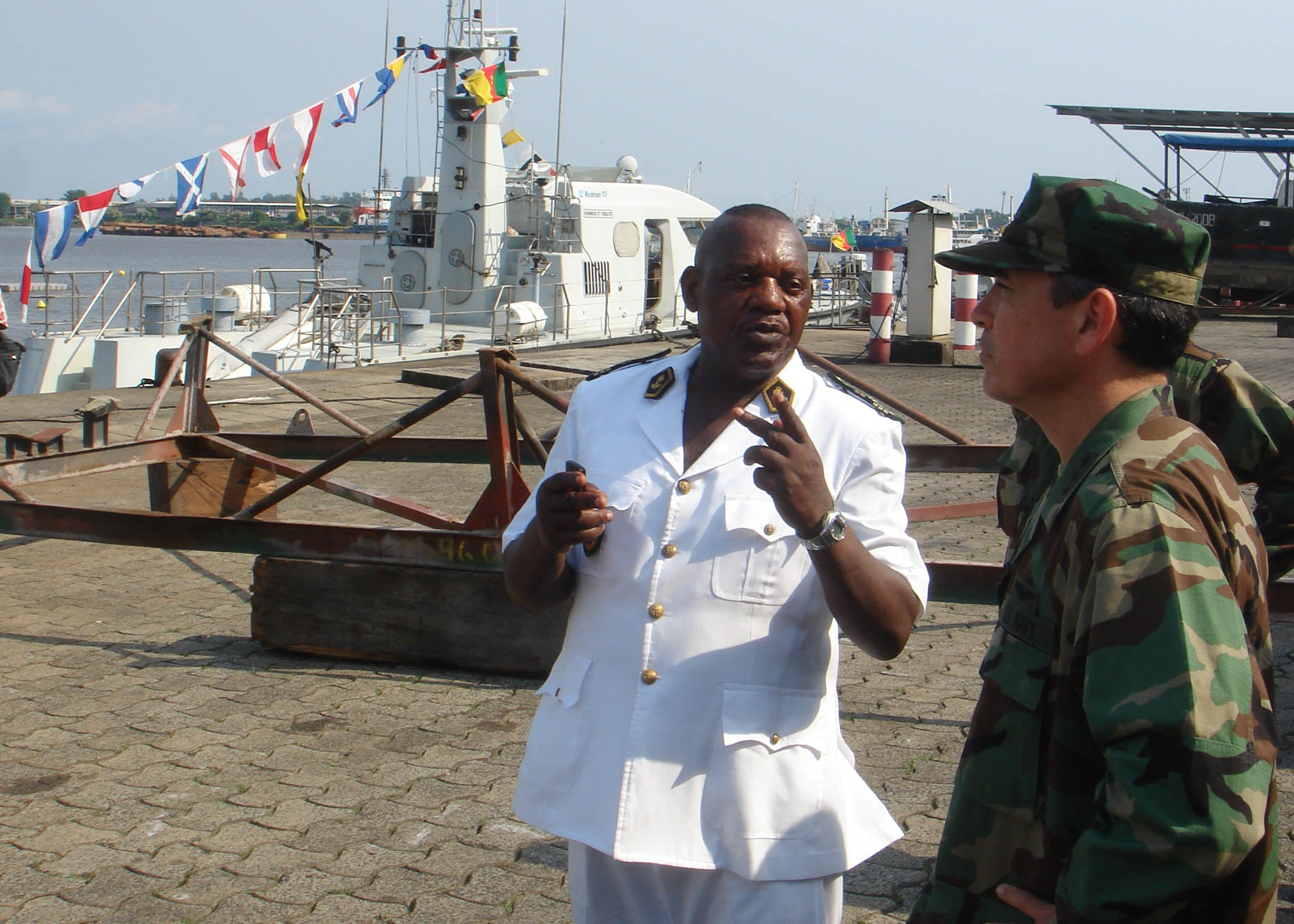
Le Akwayafe ou le Jabane dans le port de Douala en 2005.

- Le Akwayafe ou le Jabane dans le port de Douala en 2005.Patrouilleur Bakassi - P104 (type PR48). Déplacement: 270 tonnes (308 tonnes pleine charge); Équipage : 39; Armement : 2 x 40 mm + 2 x 12,7 mm[1]. Mis en service en 1983 et modernisé en août 1999 à Lorient (la modernisation du bâtiment inclut le retrait du système d'arme Exocet et l'installation de nouveaux radars afin d'accroître la disponibilité opérationnelle du navire).

- Patrouilleur L'Audacieuse - P103 (type PR48). Déplacement: 250 tonnes; Équipage : 25; Armement : 2 x 40 mm. Le statut opérationnel de l'Audacieuse est soumis à caution, n'étant pas apparu à la mer depuis 1995. Il sert de navire d'instruction à quai.
- Patrouilleur Quartier-Maître Alfred Moto. Déplacement: 96 tonnes (pleine charge). De construction gabonaise (1973). Retiré du service en 1991, il a été réactivé en 1996 pour la surveillance côtière et le transport de troupes[2]. Armement: 2 x 12,7 mm

- 2 patrouilleurs (type Rodman 101) de construction espagnole, le Akwayafe - P106 et le Jabane - P105. Déplacement : 46 tonnes (pleine charge). Armement : 2 x 12,7 mm. Reçus en octobre 2000.
- 4 patrouilleurs (type Rodman 46) de construction espagnole. L’Idabato - VS201, l’Isongo - VS202, le Mouanko - VS203 et le Campo - VS204. Déplacement : 18,5 tonnes (pleine charge). Armement : 1 x 12,7 mm. Reçus en octobre 2000.
- 2 patrouilleurs (type Swiftships) de construction américaine. Déplacement : 12 tonnes (pleine charge). Armement : 2 x 12,7 mm + 2 x 7,62 mm. 30 ont été commandés en 1986 et livrés entre mars 1987 et mai 1988. Remotorisés en 2002.
- 4 vedettes de 11 m de construction française. Déplacement : 8 tonnes (pleine charge). Armement : 1 x 7,62 mm
- 4 vedettes de 9 m de construction française. Déplacement : 4 tonnes (pleine charge). Armement : 1 x 7,62 mm. Ces vedettes sont armées par la gendarmerie et les douanes.
- 2 LCM (type Betika). Le Betika (1979) de construction ivoirienne et le Bidundi de construction française (1983). Déplacement : 57 tonnes (pleine charge). Les deux bâtiments sont désactivés.
- 2 LCM (type Yunnan) de construction chinoise. Le Debundsha et le Kombo A Janea furent transférés en octobre 2002. Déplacement : 80 tonnes (138 pleine charge). Capacité : 46 tonnes.
- 1 baliseur Nyong de construction allemande (en service depuis décembre 1990).
- 1 remorqueur Grand Batanga.

Les nouvelles acquisitions :
- CNS LA SANAGA : de construction chinoise acquis eu 2013
- CNS LE NTEM : de construction chinoise acquis en 2013
- CNS DIPIKAR : est le patrouilleur Grèbe de la marine française construit par les chantiers SFCN à Villeneuve-La-Garenne, le patrouilleur Grèbe a été lancé le 16 novembre 1989 et est entré en service le 6 avril 1991 et retiré du service actif de la marine française en novembre 2010.

(l'équipement de la marine est renouvelé donc cette section aussi doit être mise à jour)

## Autres
En septembre 2008, la marine camerounaise reçoit en don des États-Unis, 2 embarcations semi-rigides de 7 m de construction américaine (équipés de mitrailleuses de 12,7 mm, radio VHF, GPS).